# Linje 6 (Paris metro)
| Urban head station in tunnel |

| Urban tunnel stop on track |

| Urban tunnel stop on track |

| Urban tunnel station on track |

| Unknown BSicon "utSTRe" |

| Urban stop on track |

| Urban station on track |

| Urban stop on track |

| Urban station on track |

| Urban stop on track |

| Urban stop on track |

| Unknown BSicon "utSTRa" |

| Urban tunnel station on track |

| Urban tunnel station on track |

| Urban tunnel stop on track |

| Urban tunnel station on track |

| Urban tunnel station on track |

| Unknown BSicon "utSTRe" |

| Urban stop on track |

| Urban stop on track |

| Urban stop on track |

| Unknown BSicon "utSTRa" |

| Urban tunnel station on track |

| Unknown BSicon "utSTRe" |

| Urban stop on track |

| Urban stop on track |

| Urban stop on track |

| Unknown BSicon "utSTRa" |

| Urban tunnel station on track |

| Urban tunnel stop on track |

| Urban tunnel station on track |

| Unknown BSicon "utSTRe" |

| Urban stop on track |

| Unknown BSicon "utSTRa" |

| Urban tunnel stop on track |

| Urban end station in tunnel |

| Urban head station in tunnel |

| Urban tunnel stop on track |

| Urban tunnel stop on track |

| Urban tunnel station on track |

| Unknown BSicon "utSTRe" |

| Urban stop on track |

| Urban station on track |

| Urban stop on track |

| Urban station on track |

| Urban stop on track |

| Urban stop on track |

| Unknown BSicon "utSTRa" |

| Urban tunnel station on track |

| Urban tunnel station on track |

| Urban tunnel stop on track |

| Urban tunnel station on track |

| Urban tunnel station on track |

| Unknown BSicon "utSTRe" |

| Urban stop on track |

| Urban stop on track |

| Urban stop on track |

| Unknown BSicon "utSTRa" |

| Urban tunnel station on track |

| Unknown BSicon "utSTRe" |

| Urban stop on track |

| Urban stop on track |

| Urban stop on track |

| Unknown BSicon "utSTRa" |

| Urban tunnel station on track |

| Urban tunnel stop on track |

| Urban tunnel station on track |

| Unknown BSicon "utSTRe" |

| Urban stop on track |

| Unknown BSicon "utSTRa" |

| Urban tunnel stop on track |

| Urban end station in tunnel |

Paris metrolinje 6 i Paris metro invigdes år 1909 i Paris, Frankrike. Den är en av 16 linjer som ingår i nätet.  Linjen sammanbinder knutpunkten Charles de Gaulle-Étoile i västra Paris med knutpunkten Nation i öster. Med en längd av 13,6 km och 28 stationer går den till hälften ovanför marken på viadukter och till hälften under jord. Man har utsikt över Paris gator samt även Eiffeltornet som passeras på en hög bro innan station Bir-Hakeim. Denna station ligger i närheten av tornet och är välbesökt av turister. Vid station Trocadéro kan man även se tornet från en utsiktsplats vid torget Trocadéro.

## Historia
- 1900: Delen Étoile till Trocadéro öppnar som en del av linje 1.
- 1903: Linjen förlängs från Trocadéro till Passy och får namnet linje 2 Sud.
- 1906: Linje 2 Sud förlängs från Passy till Place d'Italie.
- 1907: Linje 2 Sud från Étoile till Place d'Italie blir en del av linje 5.
- 1909: Linje 6 öppnar mellan Place d'Italie och Nation.
- 1942: Delen Étoile – Place d'Italie flyttas från linje 5 till linje 6 (Place d'Italie – Nation).

## Galleri

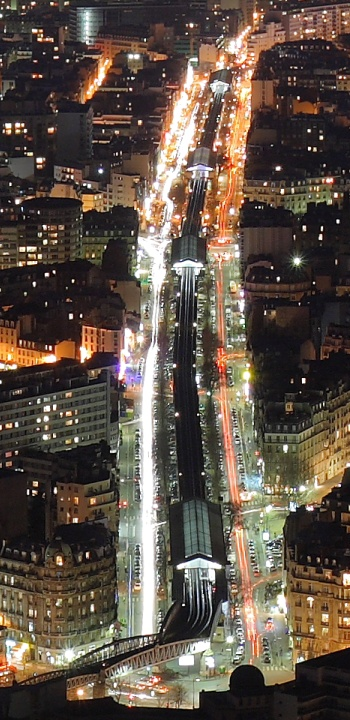
Utsikt över linje 6 på natten.

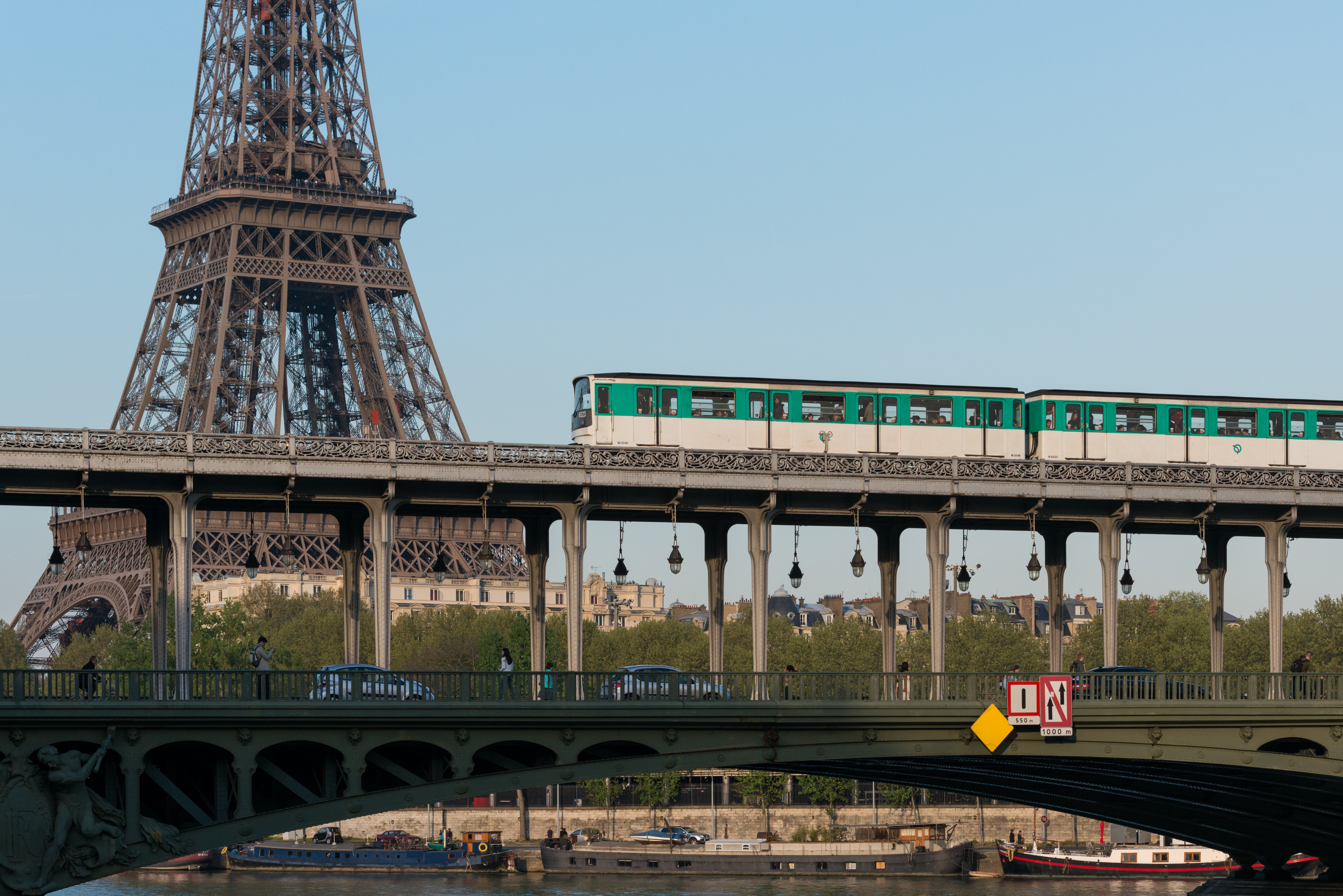
Linje 6 passerar Eiffeltornet
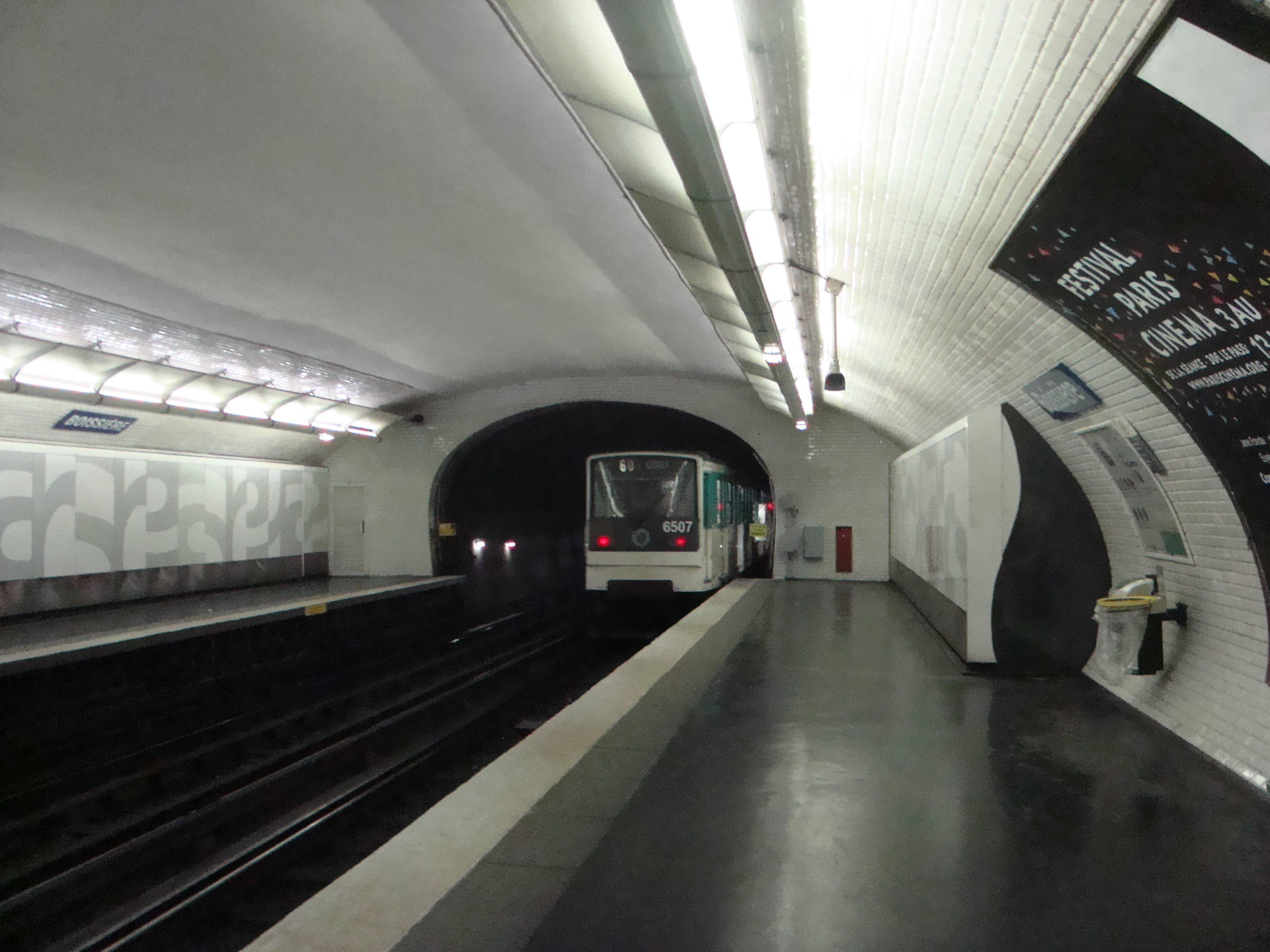
Boissière
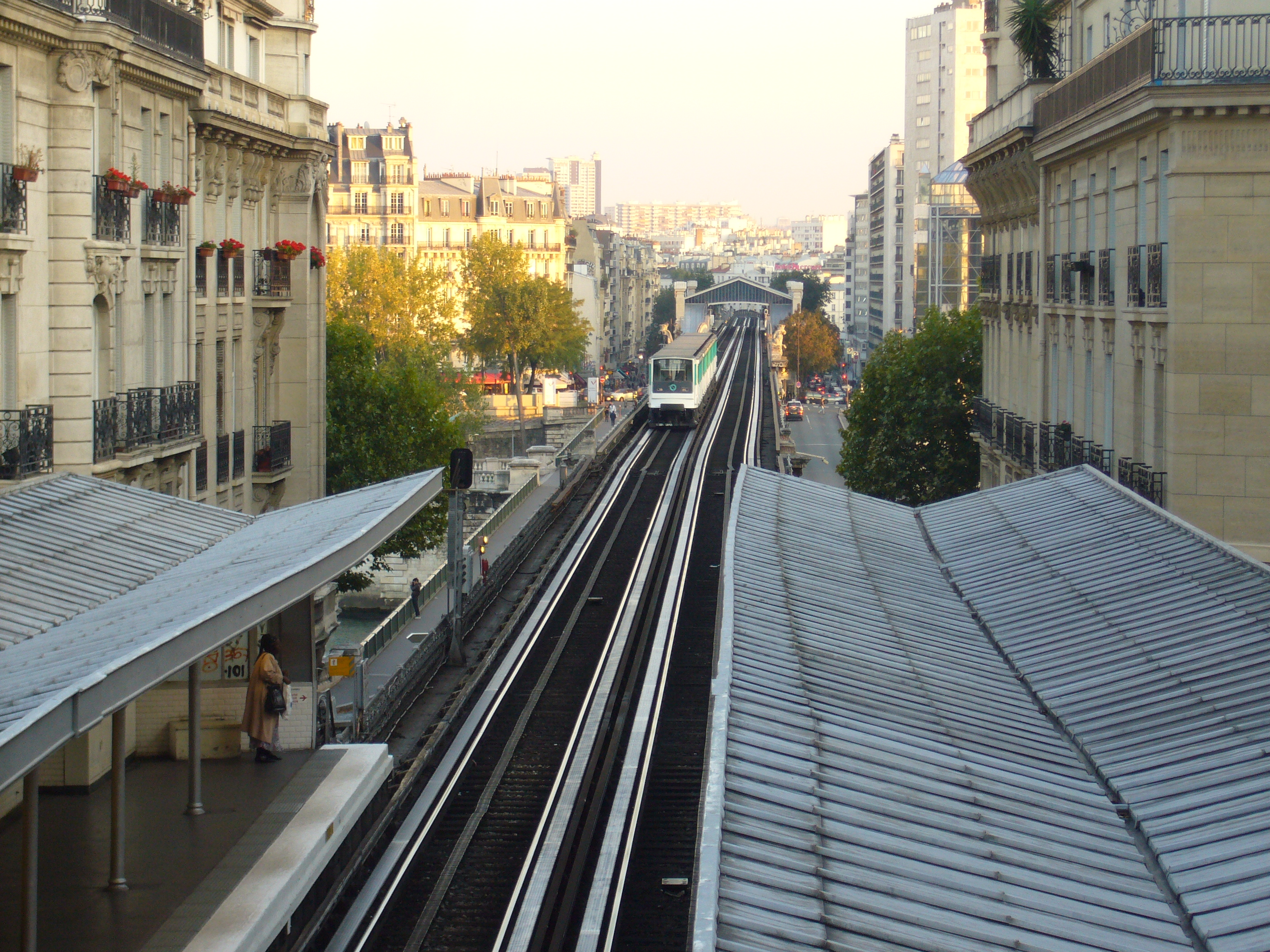
Passy
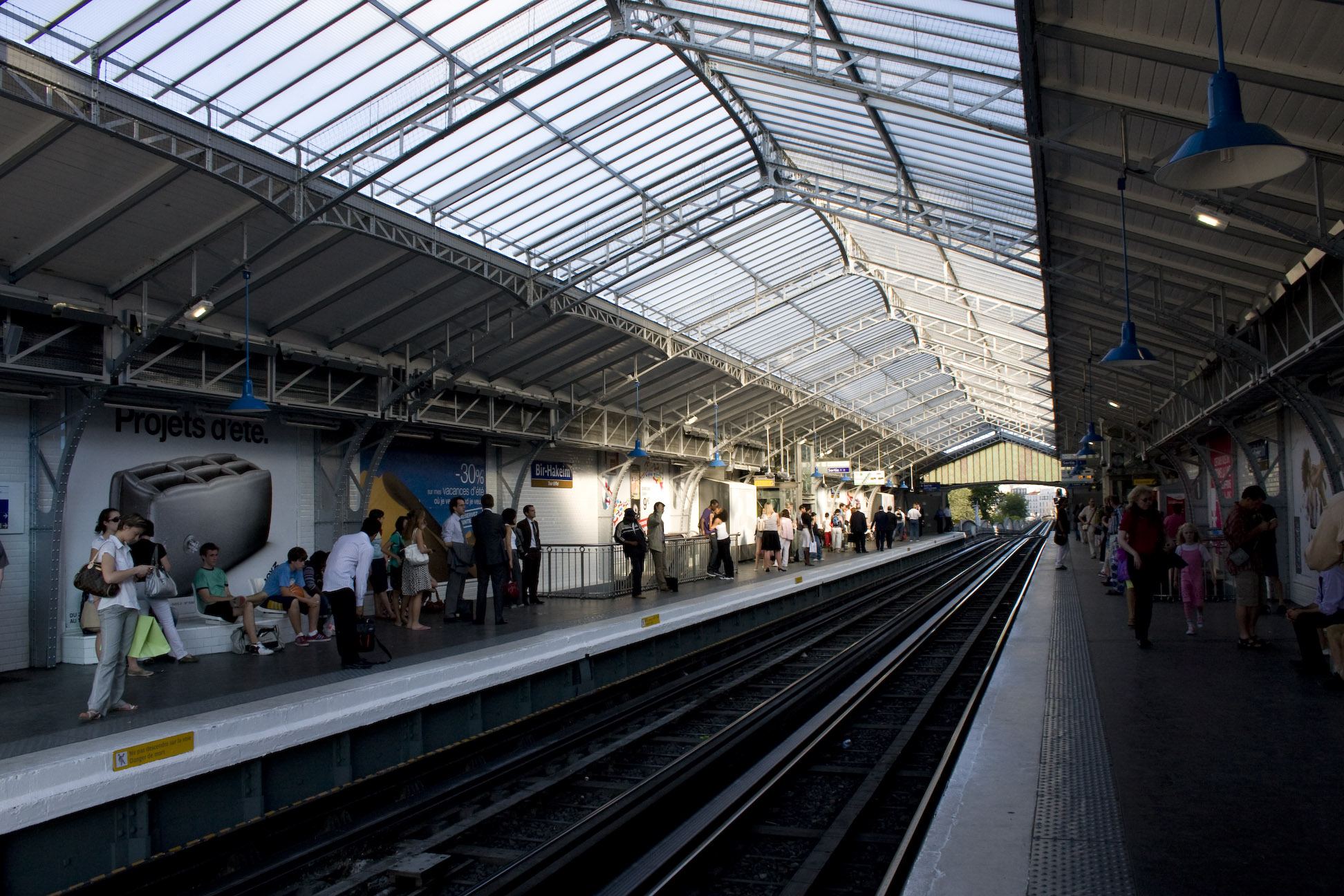
Bir-Hakeim
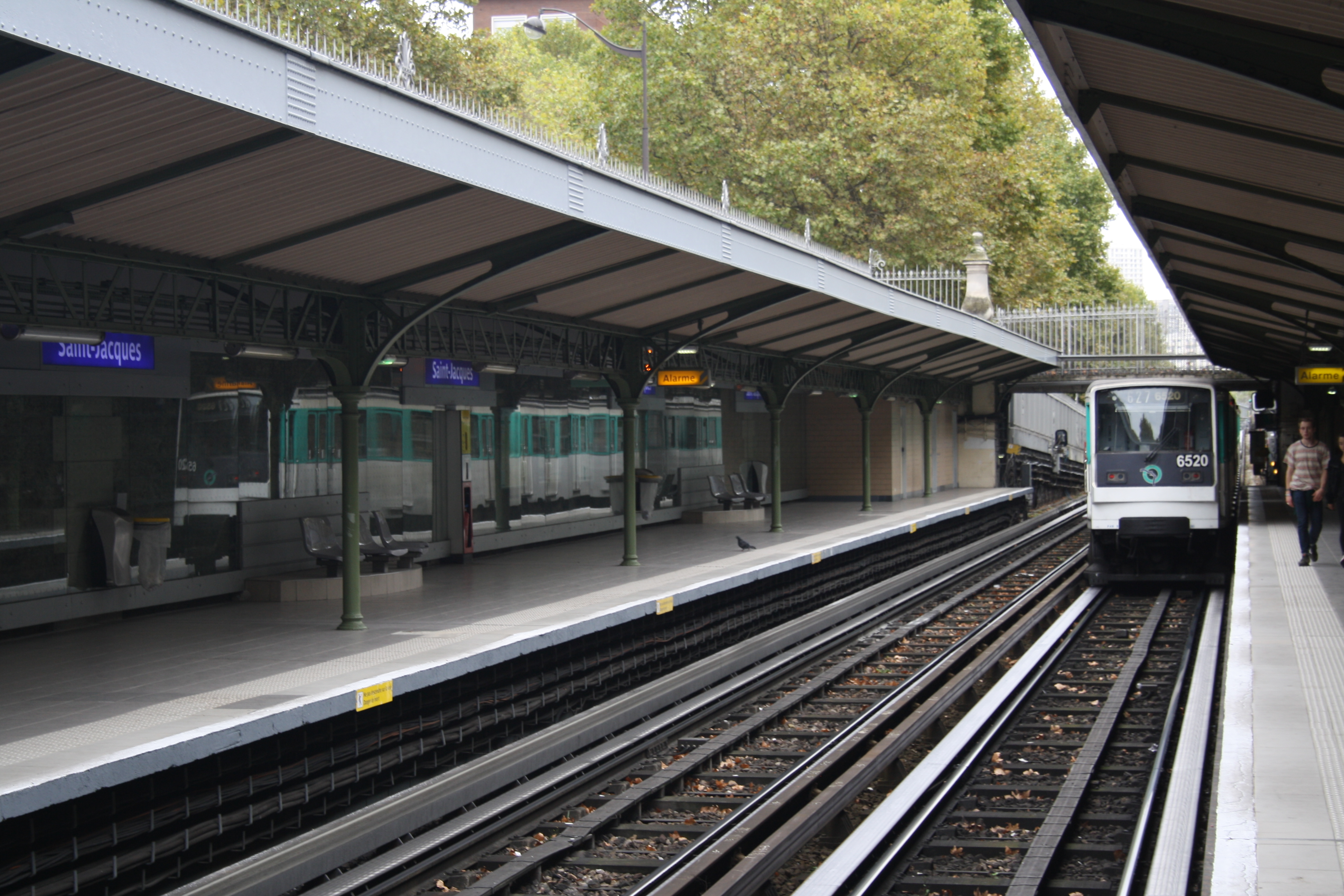
Saint-Jacques
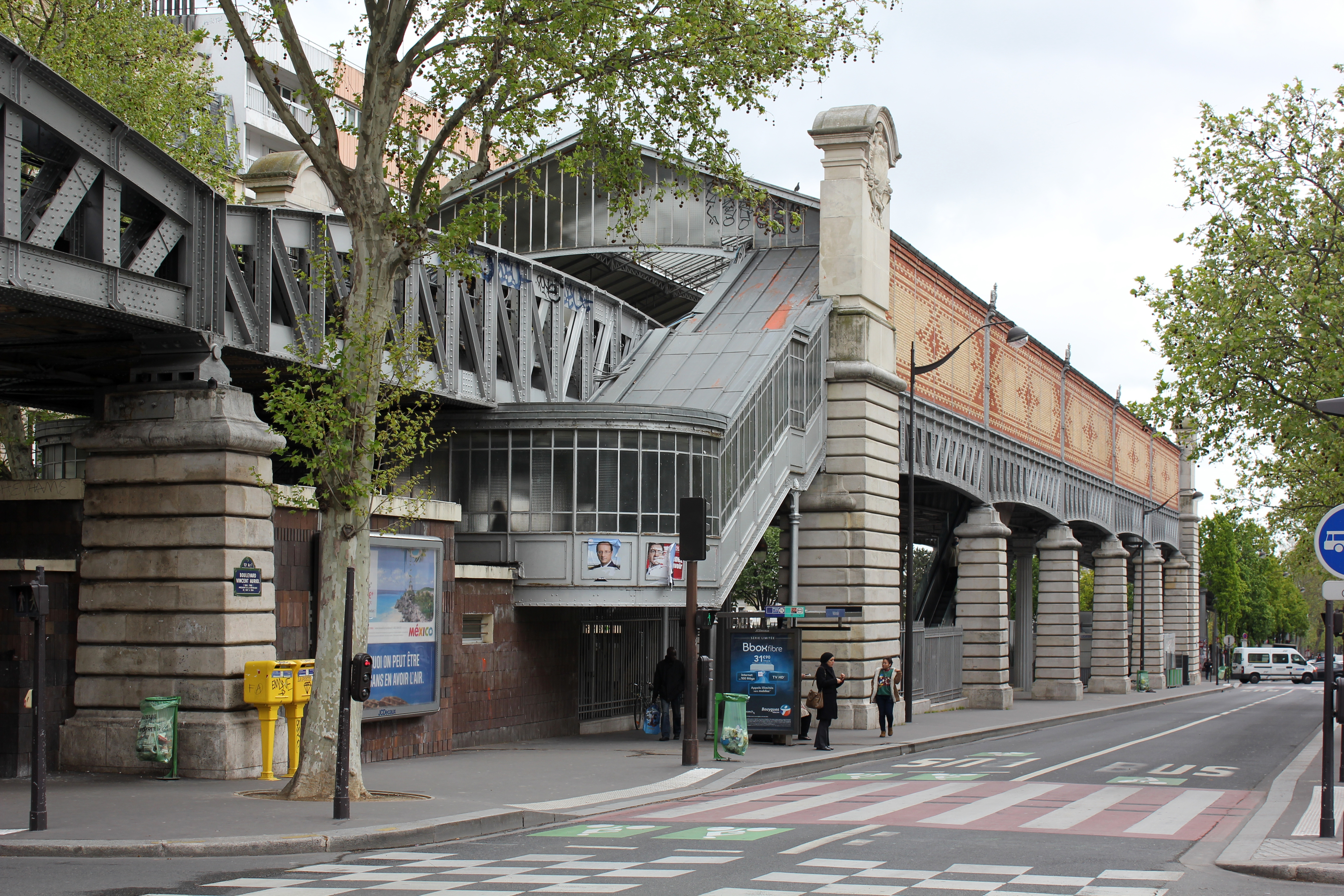
Nationale
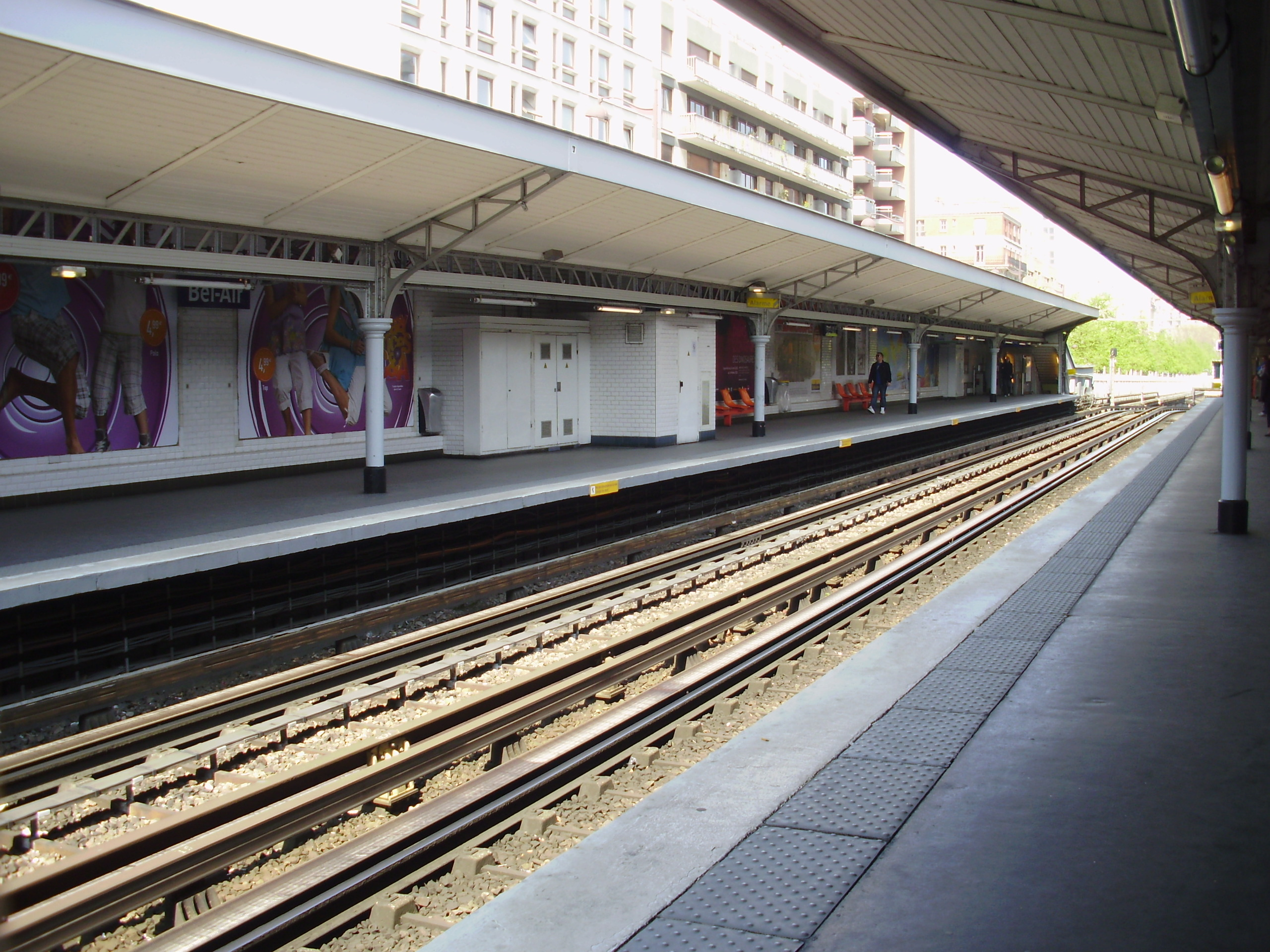
Bel-Air
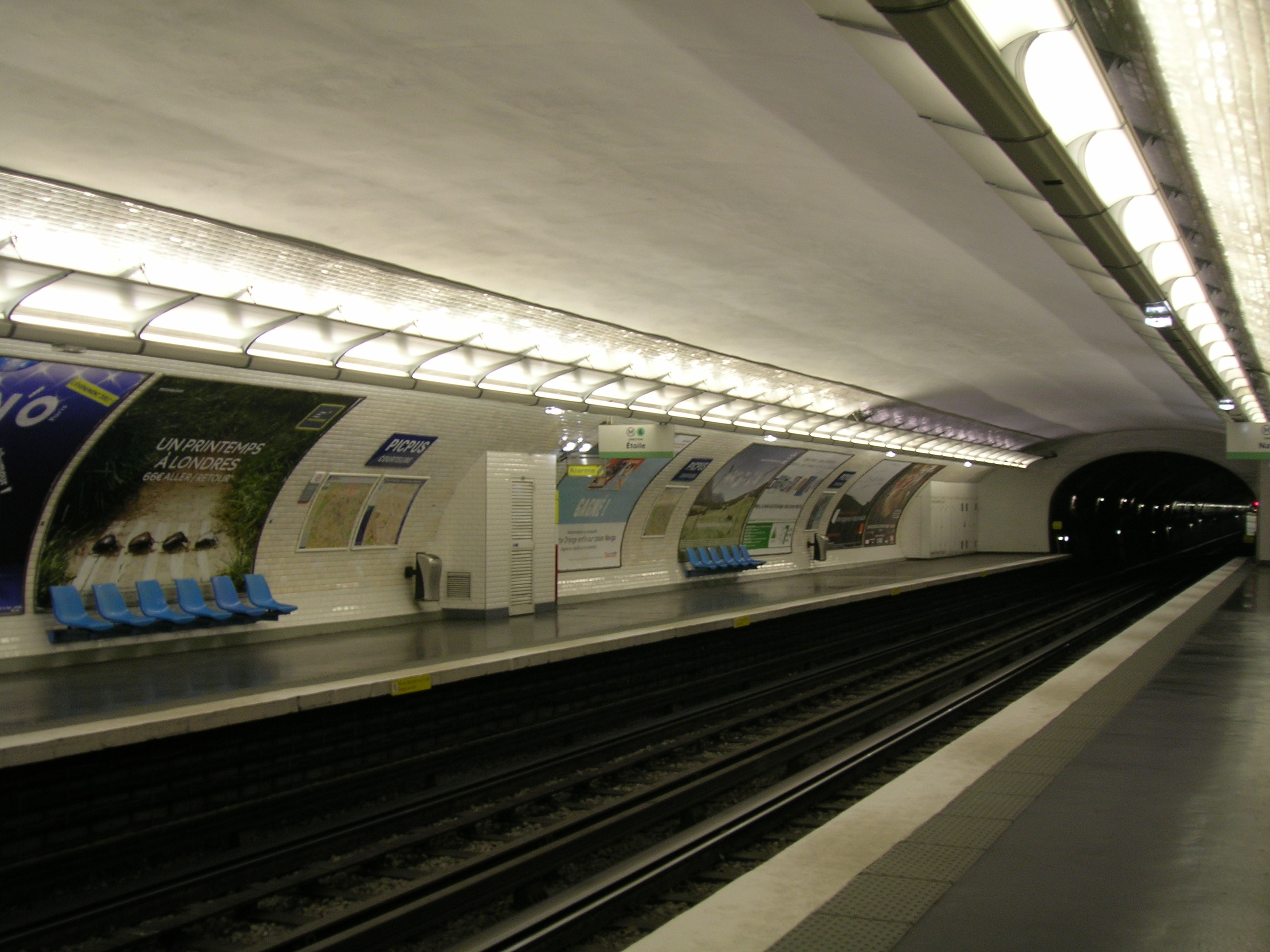
Picpus